# Primi ministri della Libia
Il Primo ministro dello Stato della Libia è il capo del governo della Libia.
La carica fu istituita nel 1951 con l'indipendenza del Regno Unito di Libia, venendo abolita nel 1977 e sostituita dal Segretario generale del Comitato generale popolare della Gran Giamahiria Araba Libica Popolare Socialista. L'ufficio del Primo ministro fu re-istituito nel 2011 dopo la prima guerra civile libica e la conseguente caduta di Muʿammar Gheddafi.
La carica è contesa tra Abdul Hamid Mohammed Dbeibeh, che presiede il governo di unità nazionale (riconosciuto dalla comunità internazionale) dal 15 marzo 2021, e Osama Hammad, che presiede ad interim il governo di stabilità nazionale votato dalla Camera dei rappresentanti dal 17 maggio 2023 in seguito alla sospensione di Fathi Bashagha.

## Regno di Libia (1951-1969)
| Primo ministro                           | Primo ministro                                             | Partito      | Dal              | Al               | Capi di Stato    |
| ---------------------------------------- | ---------------------------------------------------------- | ------------ | ---------------- | ---------------- | ---------------- |
| المملكة الليبية (al-Mamlakat al-Lībiyya) |                                                            |              |                  |                  |                  |
|                                          | Mahmud al-Muntasir Primo mandato                           | Indipendente | 29 marzo 1951    | 19 febbraio 1954 | Idris I di Libia |
|                                          | Muhammad Sakizli                                           | Indipendente | 19 febbraio 1954 | 12 aprile 1954   | Idris I di Libia |
|                                          | Mustafa Ben Halim                                          | Indipendente | 12 aprile 1954   | 26 maggio 1957   | Idris I di Libia |
|                                          | Abdul Majid Kubar                                          | Indipendente | 26 maggio 1957   | 17 ottobre 1960  | Idris I di Libia |
|                                          | Muhammad Osman Said                                        | Indipendente | 17 ottobre 1960  | 19 marzo 1963    | Idris I di Libia |
|                                          | Mohieddin Fikini                                           | Indipendente | 19 marzo 1963    | 20 gennaio 1964  | Idris I di Libia |
|                                          | Mahmud al-Muntasir Secondo mandato                         | Indipendente | 20 gennaio 1964  | 20 marzo 1965    | Idris I di Libia |
|                                          | Hussein Maziq                                              | Indipendente | 20 marzo 1965    | 2 luglio 1967    | Idris I di Libia |
|                                          | Abdul Qadir al-Badri                                       | Indipendente | 2 luglio 1967    | 25 ottobre 1967  | Idris I di Libia |
|                                          | Abdul Hamid al-Bakkoush                                    | Indipendente | 25 ottobre 1967  | 4 settembre 1968 | Idris I di Libia |
|                                          | Wanis al-Qaddafi Deposto con il colpo di Stato di Gheddafi | Indipendente | 4 settembre 1968 | 31 agosto 1969   | Idris I di Libia |

## Repubblica Araba di Libia (1969-1977)
| Primo ministro | Primo ministro              | Partito      | Dal              | Al              | Capi di Stato     |
| -------------- | --------------------------- | ------------ | ---------------- | --------------- | ----------------- |
|                | Mahmud Sulayman al-Maghribi | Indipendente | 8 settembre 1969 | 16 gennaio 1970 | Mu'ammar Gheddafi |
|                | Muʿammar Gheddafi           | Militare     | 16 gennaio 1970  | 16 luglio 1972  | Mu'ammar Gheddafi |
|                | Abdessalam Giallud          | Indipendente | 16 luglio 1972   | 2 marzo 1977    | Mu'ammar Gheddafi |

## Gran Giamahiria Araba Libica Popolare Socialista (1977-2011)
- Segretari generali del Comitato generale popolare di Libia.

| Primo ministro | Partito      | Dal              | Al               | Capi di Stato     |
| --- | ------------ | ---------------- | ---------------- | ----------------- |
| الجماهيرية العربية الليبية الشعبية الإشتراكية العظمى (Al Jamāhīriyyah al 'Arabiyyah al Lībiyyah aš Ša'biyyah al Ištirākiyyah al 'Uẓmā) |              |                  |                  |                   |
| Abdul Ati al-Obeidi | Indipendente | 2 marzo 1977     | 2 marzo 1979     | Mu'ammar Gheddafi |
| Jadallah Azzuz at-Talhi Primo mandato                                                                                                  | Indipendente | 2 marzo 1979     | 16 febbraio 1984 | Mu'ammar Gheddafi |
| Muhammad az-Zaruq Rajab | Indipendente | 16 febbraio 1984 | 3 marzo 1986     | Mu'ammar Gheddafi |
| Jadallah Azzuz at-Talhi Secondo mandato                                                                                                | Indipendente | 3 marzo 1986     | 1º marzo 1987    | Mu'ammar Gheddafi |
| Umar Mustafa al-Muntasir | Indipendente | 1º marzo 1987    | 7 ottobre 1990   | Mu'ammar Gheddafi |
| Abuzed Omar Dorda | Indipendente | 7 ottobre 1990   | 29 gennaio 1994  | Mu'ammar Gheddafi |
| Abdul Majid al-Qa′ud | Indipendente | 29 gennaio 1984  | 29 dicembre 1997 | Mu'ammar Gheddafi |
| Muhammad Ahmad al-Mangoush | Indipendente | 29 dicembre 1997 | 1º marzo 2000    | Mu'ammar Gheddafi |
| Imbarek Shamekh | Indipendente | 1º marzo 2000    | 14 giugno 2003   | Mu'ammar Gheddafi |
| Shukri Ghanem | Indipendente | 14 giugno 2003   | 5 marzo 2006     | Mu'ammar Gheddafi |
| Baghdadi Mahmudi | Indipendente | 5 marzo 2006     | 23 agosto 2011   | Mu'ammar Gheddafi |

A seguito della caduta di Tripoli e la presa del potere del Consiglio nazionale di transizione, durante la guerra civile, Mahumudi fugge in Tunisia.

## Libia (dal 2011)
| Primo ministro             | Primo ministro                                                                                           | Partito                                          | Dal              | Al               |
| -------------------------- | --- | ------------------------------------------------ | ---------------- | ---------------- |
|                            | Mahmoud Jibril Capo dell'esecutivo del Consiglio nazionale di transizione, poi Primo ministro ad interim | Indipendente                                     | 5 marzo 2011     | 23 ottobre 2011  |
|                            | Ali Tarhouni ad interim                                                                                  | Indipendente                                     | 23 ottobre 2011  | 24 novembre 2011 |
|                            | Abdel Rahim el-Kib ad interim                                                                            | Indipendente                                     | 24 novembre 2011 | 14 novembre 2012 |
|                            | Ali Zeidan                                                                                               | Partito Nazionale per lo Sviluppo e il Benessere | 14 novembre 2012 | 11 marzo 2014    |
| Governo di Tobruk          | |                                                  |                  |                  |
|                            | Abdullah al-Thani                                                                                        | Indipendente                                     | 11 marzo 2014    | 15 marzo 2021    |
| Governo di Tripoli         | |                                                  |                  |                  |
|                            | Omar al-Hasi                                                                                             | Indipendente                                     | 6 settembre 2014 | 31 marzo 2015    |
|                            | Khalifa Ghwell                                                                                           | Indipendente                                     | 31 marzo 2015    | 5 aprile 2016    |
| 14 ottobre 2016            | Khalifa Ghwell                                                                                           | Indipendente                                     | 16 marzo 2017    |                  |
|                            | Fayez al-Sarraj                                                                                          | Indipendente                                     | 5 aprile 2016    | 15 marzo 2021    |
| Governo di unità nazionale | |                                                  |                  |                  |
|                            | Abdul Hamid Mohammed Dbeibeh ad interim                                                                  | Indipendente                                     | 15 marzo 2021    | in carica        |